# Auto-organização

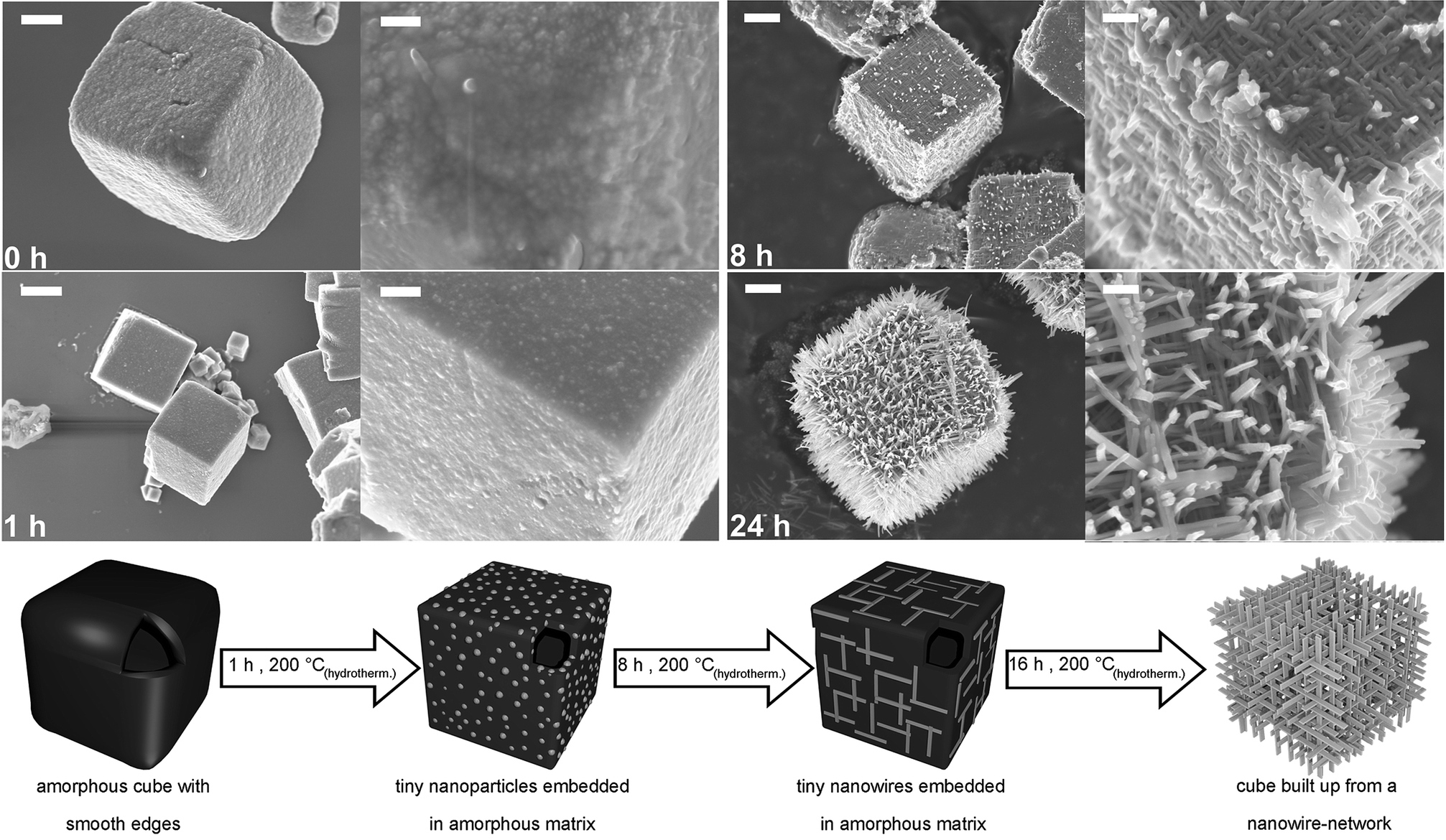
Auto-organização em cubos de Nb_{3}O_{7}(OH) de tamanho micrométrico durante um tratamento hidrotérmico a 200 °C. Inicialmente, cubos amorfos gradualmente se transformam em malhas 3D ordenadas de nanofios cristalinos, conforme resumido no modelo abaixo.

Auto-organização, também chamada de ordem espontânea nas ciências sociais, é um processo em que alguma forma de ordem geral surge de interações locais entre partes de um sistema inicialmente desordenado. O processo pode ser espontâneo quando há energia suficiente disponível, não necessitando de controle por nenhum agente externo. Muitas vezes é desencadeada por flutuações aparentemente aleatórias, amplificadas por feedback positivo. A organização resultante é totalmente descentralizada, distribuída por todos os componentes do sistema. Como tal, a organização é tipicamente robusta e capaz de sobreviver ou autorreparar perturbações substanciais.A teoria do caos discute a auto-organização em termos de ilhas de previsibilidade em um mar de imprevisibilidade caótica.
A auto-organização ocorre em muitos sistemas físicos, químicos, biológicos, robóticos e cognitivos. Exemplos de auto-organização incluem cristalização, convecção térmica de fluidos, oscilação química, enxame de animais, circuitos neurais e mercados negros.